# Juste un regard
Pour les articles homonymes, voir Juste un regard (homonymie).
Juste un regard (titre original : Just One Look) est un roman policier de Harlan Coben, paru en 2004.
La version française, traduite par Roxane Azimi, est parue la même année aux éditions Belfond.

## Résumé
Ayant survécu à un drame dans sa jeunesse, Grace Lawson, épouse et mère comblée, mène aujourd'hui une vie paisible. Mais un fait anodin — la découverte d'une vieille photo représentant cinq adolescents parmi lesquels elle reconnait son mari — vient troubler sa quiétude. Refusant de répondre à ses questions, niant même être sur la photo, Jack s'enfuit de la maison, disparaît et demeure introuvable. Sans se douter des démons que son enquête va réveiller, Grace plonge dans le passé de celui qu'elle croyait si bien connaître. Elle ignore que sa propre identité et la vie de ceux qu'elle aime sont en jeu et qu'un tueur sans merci est déterminé à détruire son bonheur…

## Adaptation
- TF1 a produit en 2017 une mini-série du même titre basée sur ce roman.
- Netflix a produit en 2025 une mini-série du même titre basée sur ce roman[1].